# 가바 (음반)
《카바》(カバ 카바[*])는 도모토 쯔요시의 커버 음반이다.

## 개요
첫 커버 음반이며, 도모토 자신에게 있어서 깊은 생각이 있는 악곡이나, 인연이 있는 아티스트의 악곡을 중심으로 선곡된 커버 음반이다.
음반 타이틀인 〈카바〉는 순수하게 커버곡만을 모은 음반이 아니라, 자신의 셀프 커버곡이나 새로 쓴 곡이 포함되는 것으로부터, 제작 스태프에게, 〈커버(カバー)가 아니라 《카바(カバ)》로 괜찮지 않아?〉라고 진담 반 농담 반으로 제안했는데, 본 타이틀로 채용되었다고 하는 경위가 있다. 참고로 카바(カバ)는 하마(河馬)이며, 음반 자켓에 하마가 있다.

## 수록곡

### 초회반
CD
1. I LOVE YOU
작사·작곡: 오자키 유타카
2. Another Orion
작사: 후지이 후미야 / 작곡: 마스모토 나오키
3. LOVE LOVE LOVE
작사: 요시다 미와 / 작곡: 나카무라 마사토
4. ANSWER
작사·작곡: 마키하라 노리유키
5. 人生を語らず / 인생을 논하지 않은 채
작사·작곡: 요시다 타쿠로
6. 古い日記 / 오래된 일기
작사: 야스이 카즈미 / 작곡: 마카이노 코지
7. PRIDE
작사·작곡: 아스카 료
8. はじまりはいつも雨 / 시작은 언제나 비
작사·작곡: 아스카 료
9. 優しさを胸に抱いて / 상냥함을 가슴에 안고
작사·작곡: 도모토 쯔요시
  - 1997년에 제작된 자신의 첫자작곡. 음악 버라이어티 프로그램 《LOVE LOVE 사랑해》에서 제작 과정을 좇은 악곡으로, 음악 프로그램에서의 피로는 있었지만, 지금까지 음원화는 되지 않았었다.
  - 이번 음원화에 임해 2코러스째의 가사를 새롭게 써, 10대의 자신과 현재의 자신을 이은 악곡이 되고 있다.

DVD
1. 카바 채널
  - 레코딩 다큐멘터리

### 통상반
1. I LOVE YOU
2. Another Orion
3. LOVE LOVE LOVE
4. ANSWER
5. 街 / 거리
작사·작곡: 도모토 쯔요시
  - 자신의 1st 싱글 셀프 커버.
6. 人生を語らず / 인생을 논하지 않은 채
7. 古い日記 / 오래된 일기
8. PRIDE
9. はじまりはいつも雨 / 시작은 언제나 비
10. 雨 恋 - amagoi' / 비 사랑 - amagoi
작사·작곡: 도모토 쯔요시
  - 약 4년 전에 제작되어, 이번에 새로 쓴 곡.